# Pakistan op de Olympische Zomerspelen 1968
Pakistan nam deel aan de Olympische Zomerspelen 1968 in Mexico-Stad, Mexico. Het herenhockeyteam won de gouden medaille. Naast dit team waren ook twee worstelaars actief.

## Medailleoverzicht
| Sport  | Olympiër | Discipline | Medaille |
| ------ | --- | ---------- | -------- |
| Hockey | Tariq Aziz Mohammad Asad Malik Zakir Hussain Qazi Salahuddin Tanvir Dar Riaz ud-Din Saeed Anwar Riaz Ahmed Gulraiz Akhtar Fazalur Rehman Anwar Shah Khalid Mahmood Ashfaq Ahmed Abdul Rashid Jahangir Butt Farooq Khan Laeeq Ahmed Tariq Niazi | mannen     | Goud     |

## Deelnemers en resultaten

### Hockey
| Olympiër | Onderdeel | Resultaat | Prestatie |
| --- | --------- | --------- | --- |
| Tariq Aziz Mohammad Asad Malik Zakir Hussain Qazi Salahuddin Tanvir Dar Riaz ud-Din Saeed Anwar Riaz Ahmed Gulraiz Akhtar Fazalur Rehman Anwar Shah Khalid Mahmood Ashfaq Ahmed Abdul Rashid Jahangir Butt Farooq Khan Laeeq Ahmed Tariq Niazi | mannen    | Goud      | groep B: 1ste W van Nederland: 6-0 W van Frankrijk: 1-0 W van Australië: 3-2 W van Argentinië: 5-0 W van Groot-Brittannië: 2-1 W van Maleisië: 4-0 W van Kenia: 2-1 halve finale: W van Bondsrepubliek Duitsland: 1-0 finale: W van Australië: 2-1 |

| Groep B |                  |             |             |             |             |            |            |            |        |
| #       | Land             | Wedstrijden | Wedstrijden | Wedstrijden | Wedstrijden | Doelpunten | Doelpunten | Doelpunten | Punten |
| #       | Land             | G           | W           | G           | V           | V          | T          | Saldo      | Punten |
| 1       | Pakistan         | 7           | 7           | 0           | 0           | 23         | 4          | +19        | 14     |
| 2       | Australië        | 7           | 4           | 1           | 2           | 12         | 5          | +7         | 9      |
| 3       | Kenia            | 7           | 4           | 1           | 2           | 11         | 6          | +5         | 9      |
| 4       | Nederland        | 7           | 4           | 0           | 3           | 11         | 11         | 0          | 8      |
| 5       | Frankrijk        | 7           | 2           | 1           | 4           | 2          | 5          | −3         | 5      |
| 6       | Groot-Brittannië | 7           | 2           | 1           | 4           | 6          | 8          | −2         | 5      |
| 7       | Argentinië       | 7           | 1           | 1           | 5           | 4          | 20         | −16        | 3      |
| 8       | Maleisië         | 7           | 0           | 3           | 4           | 2          | 12         | −10        | 3      |

| Ronde        | Datum       | Plaats   | Land | Score                    | Land |
| ------------ | ----------- | -------- | ---- | ------------------------ | ---- |
| Groepsfase   |             |          |      |                          |      |
| 13 oktober   | Mexico-Stad | Pakistan | 6-0  | Nederland                |      |
| 14 oktober   | Mexico-Stad | Pakistan | 1-0  | Frankrijk                |      |
| 16 oktober   | Mexico-Stad | Pakistan | 3-2  | Australië                |      |
| 17 oktober   | Mexico-Stad | Pakistan | 5-0  | Argentinië               |      |
| 19 oktober   | Mexico-Stad | Pakistan | 2-1  | Groot-Brittannië         |      |
| 20 oktober   | Mexico-Stad | Kenia    | 4-0  | Maleisië                 |      |
| 21 oktober   | Mexico-Stad | Pakistan | 2-1  | Kenia                    |      |
| Halve finale |             |          |      |                          |      |
| 24 oktober   | Mexico-Stad | Pakistan | 1-1  | Bondsrepubliek Duitsland |      |
| Finale       |             |          |      |                          |      |
| 26 oktober   | Mexico-Stad | Pakistan | 2-1  | Australië                |      |

### Worstelen
| Olympiër        | Onderdeel   | Resultaat   | Prestatie                                                                                        |
| Vrije stijl     | Vrije stijl | Vrije stijl | Vrije stijl                                                                                      |
| --------------- | ----------- | ----------- | ------------------------------------------------------------------------------------------------ |
| Sardar Mohammad | -57kg (m)   | 10e         | 1ste ronde: V van USA Behm 2de ronde: W van MGL Bazaryn 3de ronde: V van IRI Gorgori             |
| Taj Mohammad    | -70kg (m)   | 13e         | 1ste ronde: W van GRE Ioannidis 2de ronde: V van TUR Agrali 3de ronde: V van BUL Enio: knock-out |

Afghanistan · Algerije · Amerikaanse Maagdeneilanden · Argentinië · Australië · Bahama's · Barbados · België · Bermuda · Birma · Bolivia · Bondsrepubliek Duitsland · Brazilië · Brits-Honduras · Bulgarije · Canada · Centraal-Afrikaanse Republiek · Ceylon · Chili · Colombia · Congo-Kinshasa · Costa Rica · Cuba · Denemarken · Dominicaanse Republiek · Duitse Democratische Republiek · Ecuador · El Salvador · Ethiopië · Fiji · Filipijnen · Finland · Frankrijk · Ghana · Griekenland · Groot-Brittannië · Guatemala · Guinee · Guyana · Honduras · Hongarije · Hongkong · Ierland · IJsland · India · Indonesië · Irak · Iran · Israël · Italië · Ivoorkust · Jamaica · Japan · Joegoslavië · Kameroen · Kenia · Koeweit · Libanon · Libië · Liechtenstein · Luxemburg · Madagaskar · Maleisië · Mali · Malta · Marokko · Mexico · Monaco · Mongolië · Nederland · Nederlandse Antillen · Nicaragua · Nieuw-Zeeland · Niger · Nigeria · Noorwegen · Oeganda · Oostenrijk · Pakistan · Panama · Paraguay · Peru · Polen · Portugal · Puerto Rico · Roemenië · San Marino · Senegal · Sierra Leone · Singapore · Soedan · Sovjet-Unie · Spanje · Suriname · Syrië · Taiwan · Tanzania · Thailand · Trinidad en Tobago · Tunesië · Turkije · Tsjaad · Tsjecho-Slowakije · Uruguay · Venezuela · Verenigde Arabische Republiek · Verenigde Staten · Vietnam · Zambia · Zuid-Korea · Zweden · Zwitserland